# 淡白斑蟻蛉
淡白斑蟻蛉（学名：Baliga brunneipennis）为蟻蛉科白斑蟻蛉屬下的一个种。